# Trichorrhexis nodosa
Die Trichorrhexis nodosa ist eine Erkrankung der Haare mit einer periodischen Knotenbildung (nodosa) des Haarschaftes und Splitterung (Spliss) nicht nur der Haarspitzen, sondern auch im Schaft. Das Haar bricht leicht, sieht glanzlos und stumpf aus. Es handelt sich um eine Form der Trichothiodystrophie.
Der Begriff kommt von altgriechisch θρίξ, τριχο- thríx, tricho-, deutsch ‚Haar‘ und altgriechisch ῥῆξις rhêxis, deutsch ‚Riss, Spitterung‘.
Synonyme sind: Haarknötchenkrankheit; Hodara Krankheit; Hodarsche Krankheit; Paxton Krankheit; Pollitt-Syndrom; Trichonodose; Trichorrhexis nodosa-Syndrom; Trichothiodystrophie - Neurokutanes Syndrom; Trichothiodystrophie Typ C; englisch Trichothiodystrophy, Nonphotosensitive 1; TTDN1; Amish Brittle Hair Brain Syndrome; ABHS; Hair-Brain Syndrome; Bids Syndrome; Trichothiodystrophy-Neurocutaneous Syndrome
Die Namensbezeichnung beziehen sich auf den türkischen Hautarzt Menahem Hodara (1869 – 1926) und den Arzt R. J. Pollitt und Mitarbeiter für einen Bericht aus dem Jahre 1968.
Die Erstbeschreibung stammt aus dem Jahre 1855 durch Hermann Beigel, aus dem Jahre 1859 durch den britischen Arzt Samuel Wilks (2. Juni 1824 – 8. November 1911).
Die Bezeichnung „Trichorrhexis nodosa“ wurde von Moriz Kaposi im Jahre 1876 vorgeschlagen.

## Formen

### Angeboren
Die angeborene Trichorrhexis nodosa ist sehr selten und findet sich bei folgenden Syndromen:
- Trichothiodystrophie
- Argininbernsteinsäure-Krankheit
- Biotinidasemangel
- Syndromale Diarrhoe Typ 1
- Monilethrix
- Menkes-Syndrom
- Ektodermale Dysplasie in verschiedenen Formen

fakultativ bei
- IFAP-Syndrom Typ 2
- Netherton-Syndrom
- MEDNIK-Syndrom
- Olmsted-Syndrom

### Erworben
Weitaus häufiger ist die erworbene Form der Erkrankung durch Schädigung der Haarwurzel: infrage kommen mechanische Ursachen wie straffe Haarfrisuren sowie chemische Einflüsse wie Bleichen oder Glätten der Haare.
Mitunter liegt die Ursache auch in einer zugrundeliegenden Erkrankung wie:
- Hypothyreoidismus
- Eisenmangel
- Biotinmangel

## Verbreitung
Die angeborene Form ist insgesamt selten, aber stellt die häufigste Art angeborener Haarschaftdefekte dar.

## Klinische Erscheinungen
Klinische Kriterien sind:
- Meist an den Barthaaren, aber auch in anderen Körpergegenden
- Üblicherweise symmetrisch an einzelnen Stellen mit weißlichgrauen Knoten
- nicht direkt oberhalb der Haarwurzel, sondern zur Spitze hin zunehmende Anzahl an Noduli
- Bei ausgeprägteren Veränderungen sehen die Haare schmutzig aus.
- Oft an den Knotenstellen abgeknickt.

## Therapie
Eine Behandlung durch Vermeiden äußerer Ursachen ist bei erworbenen Formen möglich. Einfetten der Haare ist hilfreich.